# Сочивковська сільська рада
Сочивковська сільська́ ра́да (біл. Сачыўкаўскі сельсавет) — адміністративно-територіальна одиниця у складі Іванівського району Берестейської області Білорусі. Адміністративний центр — село Сочивки.

## Склад
Населені пункти, що підпорядковувалися сільській раді станом на 2009 рік:
| Населений пункт | Тип  | Населення, осіб (2009) |
| --------------- | ---- | ---------------------- |
| Березляни       | село | 91                     |
| Кліщі           | село | 137                    |
| Кривиця         | село | 60                     |
| Куляки          | село | 106                    |
| Нові Кленки     | село | 104                    |
| Сочивки         | село | 330                    |
| Старосілля      | село | 27                     |
| Старі Кленки    | село | 120                    |
| Стрельно        | село | 233                    |
| Сичево          | село | 217                    |

## Населення
За переписом населення Білорусі 2009 року чисельність населення сільської ради становила 1425 осіб.

### Національність
Розподіл населення за рідною національністю за даними перепису 2009 року:
| Національність | Осіб | Відсоток |
| -------------- | ---- | -------- |
| білоруси       | 1347 | 94,53 %  |
| українці       | 55   | 3,86 %   |
| росіяни        | 19   | 1,33 %   |
| поляки         | 2    | 0,14 %   |
| литовці        | 1    | 0,07 %   |
| марійці        | 1    | 0,07 %   |
| Разом          | 1425 | 100 %    |